# ジョセフ・ケラー
ジョセフ・ビショップ・ケラー（Joseph Bishop Keller, 1923年7月31日 - 2016年9月7日）は、ニュージャージー州パターソン生まれのアメリカ合衆国の数学者で、応用数学を専門とする。幾何光学回折理論で知られる。

## 来歴
彼はスイス系ユダヤ人の家庭に生まれ、1948年にニューヨーク大学のリヒャルト・クーラントの下で博士号を取った。1979年まで、ニューヨーク大学のクーラント数学研究所で数学と機械工学の教授を務めた。その後スタンフォード大学に移り、1993年まで数学と機械工学の教授を務め、名誉教授となった。
カリフォルニア工科大学の数学教授で、数値解析、科学計算、分岐理論、経路追従、ホモトピー、計算流体力学などを専門とするハーバート・ケラーは、弟である。
彼は、波動伝播などの科学や工学の問題に数学を応用する研究を行った。特に量子力学の固有値を計算するアインシュタイン-ブリルアン-ケラー量子化への貢献で知られる。2016年9月7日、2003年に発見された腎臓がんの再発により死去。

## 受賞歴
- 1984年 ティモシェンコ・メダル
- 1988年 アメリカ国家科学賞
- 1997年 ウルフ賞数学部門
- 1996年 フレデリック・エッサー・ネンマーズ数学賞

また1999年と2012年の2度にわたって、イグノーベル賞を受賞している。